# Frantic Flintstones
I Frantic Flinstones sono un gruppo musicale inglese formatosi nel 1986, uno tra i più innovativi della scena psychobilly.

## Formazione

### Formazione attuale
- Chuck Harvey - voce
- Dan "Junior" - chitarra
- Puck Lensing - basso
- Pat Ovest - batteria

### Membri fondatori
- Chuck Harvey - voce
- Ric - chitarra
- Clive- basso
- Toby "Jug" Griffin - batteria

### Ex componenti
- Matt Davies - basso
- Jon "Pug" Peet - chitarra
- Mark "Clem" Clements - batteria
- Gary Day - basso
- Johnny Bowler - basso
- Graeme "Captain Drugbuster" Grant - basso
- Nodger - chitarra
- Andy - batteria
- Rich Taylor - batteria

## Discografia

### Album in studio
- 1988 - A Nightmare on Nervous
- 1988 - Rockin' Out
- 1989 - The Nightmare Continues
- 1990 - Schlachthof Boogie Woogie
- 1998 - Speed Kills
- 1991 - Cuttin a Fine Line
- 1999 - Jamboree
- 2001 - Enjoy Yourself
- 2002 - Rock It Boy
- 2003 - Flesh N' Fantasty
- 2003 - Champagne 4 All
- 2004 - Billy Overdose
- 2005 - The Legendary Mushroom Sessions
- 2008 - The X-Ray Sessions
- 2009 - Psycho Samba My Way
- 2012 - Freaked Out & Psyched Out

### Raccolte
- 1999 - Raucous Recordings
- 2003 - Take a Hike
- 2003 - EP Collection
- 2005 - Rockin' Out/Not Christmas
- 2006 - 20th Anniversary Album

### Live
- 1989 - Live and Rockin'

### EP
- 1986 - Bed Rock
- 1989 - Not Christmas Album
- 1999 - Hits from the Bong
- 2001 - Too Sweet to Die
- 2002 - Skin Up Chill Out